# Salah Abdeslam
Pour les articles homonymes, voir Abdeslam.
Salah Abdeslam (صلاح عبد السلام en arabe), né le 15 septembre 1989 à Bruxelles, est un terroriste djihadiste français, ayant grandi en Belgique, dans la commune de Molenbeek-Saint-Jean.
Affilié à l'État islamique, il est impliqué dans les attentats du 13 novembre 2015 qui ont fait 130 morts en région parisienne. Sur la « route des Balkans » utilisée à partir de l'été 2015 par des centaines de milliers de migrants, il convoie, par quatre allers-retours de Bruxelles à des localités allemandes et hongroises, la quasi-totalité du commando qui commettra ces attentats ainsi que ceux de Bruxelles le 22 mars 2016. Le 13 novembre 2015, il est le loueur de la voiture utilisée par les assaillants de la salle du Bataclan, et dépose les trois kamikazes devant le Stade de France où ils se font exploser. Son frère, Brahim Abdeslam, participe aux fusillades des terrasses parisiennes et se fait à son tour exploser dans un bar proche de la place de la Nation. Salah Abdeslam aurait pour sa part renoncé au dernier moment à faire de même, ou son matériel aurait été défectueux. Il abandonne alors son véhicule dans le 18e arrondissement parisien, puis jette sa ceinture explosive dans une poubelle à Montrouge. Il parvient à s'enfuir de la région parisienne avec l'aide de complices venus le chercher la nuit même des attentats, qui le déposent à Laeken avant qu'il soit conduit vers Schaerbeek où il reste caché dans un appartement pendant 20 jours. Puis il se retranche à Forest.
Il est arrêté lors d'une opération policière menée à Molenbeek-Saint-Jean le 18 mars 2016, après une cavale de 125 jours. Il est impliqué dans une fusillade ayant eu lieu dans un appartement de Forest trois jours plus tôt, ce qui lui vaut également un procès en Belgique. Son implication dans la préparation des attentats du 22 mars 2016 à Bruxelles, qui ont lieu quatre jours après son arrestation, est également en question. Remis aux autorités françaises le 27 avril 2016, incarcéré à Fleury-Mérogis, il observe durant six ans le plus parfait mutisme.
Le 23 avril 2018, il quitte la maison d'arrêt pour être jugé puis condamné par la justice belge pour « tentative d'assassinat à caractère terroriste » à 20 ans de prison ferme, au même titre que son complice Sofiane Ayari. Il est à nouveau écroué à Fleury-Mérogis à son transfert en France.
Le procès de ses actes en lien avec les attentats de Paris s'inscrit dans le cadre d'un procès plus général sur les suspects du 13 novembre, qui débute le 8 septembre 2021 au Tribunal de Paris. Il est condamné à la réclusion criminelle à perpétuité incompressible le 29 juin 2022.

## Origine et vie familiale
Salah Abdeslam est issu d'une famille marocaine originaire du douar Beni Boughafer, au nord-ouest de Nador. Son père Abderrahmane est un citoyen marocain né à Oran, en Algérie française, en 1949. Il a vécu à Aubervilliers, en banlieue parisienne, avant de venir s'installer à Molenbeek-Saint-Jean, à la suite de la convention bilatérale Belgique-Maroc de 1964 ayant pour but de pallier le manque de main-d’œuvre dans le pays. En Belgique, Abderrahmane Abdeslam a travaillé à la STIB, la compagnie de transport en commun bruxelloise dont il est retraité,,. Sa mère est aussi citoyenne marocaine originaire du Rif et naturalisée française. Les deux parents ont la nationalité française, ce qui explique que leurs cinq enfants, quatre fils et une fille, bien que tous nés à Bruxelles, soient aussi français.
Il a trois frères, Yazid, Brahim et Mohamed. Brahim fait partie du groupe de trois terroristes auteurs des attentats des terrasses des 10e et 11e arrondissements. Ses frères Yazid et Mohamed, ex-employé communal de Molenbeek-Saint-Jean, ne sont pas impliqués dans ces attaques,. En revanche, Mohamed Abdeslam a été condamné pour un vol à main armée de la caisse communale de Molenbeek-Saint-Jean contenant 68 000 euros,,.

## Jeunesse et délits
L'ex-petite amie de Salah Abdeslam, du même quartier que lui à Molenbeek-Saint-Jean, le rencontre alors qu'ils ont respectivement 16 et 18 ans et qu'elle est en deuil de son frère. Il est employé de 2009 à 2011 comme technicien à la STIB au dépôt de tramways d'Ixelles, mais voit son contrat résilié pour cause d'absences à la suite d'une incarcération. Selon son ex-petite amie : « Jusque-là, Salah n'avait jamais eu de problème avec la loi. Son casier était vierge. Ce qui s'est passé exactement, je n'en sais rien : il refusait d'en parler. Il a été condamné et puis remis en liberté au bout d'un mois. Abdelhamid Abaaoud, lui, a passé six mois derrière les barreaux. »
Salah Abdeslam est identifié par la police comme participant à des activités criminelles de petite envergure,. En 2011, il est condamné pour des affaires de vol. Il est décrit comme un gros consommateur de cannabis et d'alcool et un habitué des bars gays bruxellois. En 2014, la section antiterroriste de la police judiciaire fédérale (DR3) de Belgique reçoit des informations d'une source « fiable » à propos de projets d’attentats fomentés par les frères Abdeslam. Il est identifié ensuite dans au moins huit pays européens.

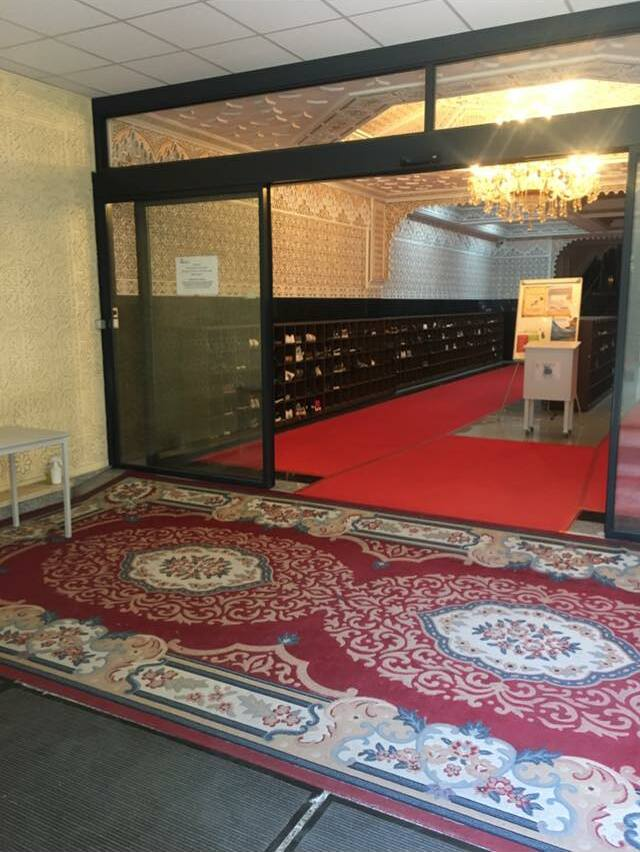
Mosquée al Khalil de Molenbeek-Saint-Jean.

C'est un ami d'enfance d'Abdelhamid Abaaoud, lui aussi originaire de Molenbeek-Saint-Jean. Il connaissait aussi Bilal Hadfi, autre terroriste du 13 novembre. En 2011, il est condamné aux côtés d'Abaaoud dans une affaire de vol par effraction, il fait un mois de préventive et perd son emploi à la STIB. À partir de décembre 2013, il est le gérant du bar Les Béguines à Molenbeek-Saint-Jean. Le bar est fermé cinq mois sur décision administrative après la découverte de substances hallucinogènes. Salah Abdeslam y passait une grande partie de son temps à jouer sur PlayStation,.
Selon son frère Mohammed, six mois avant les attentats, Salah et Brahim commencent à observer la prière, ce qui ne le conduit pas à soupçonner les intentions de ses frères.
Salah tente à plusieurs reprises de convaincre, sans succès, son ex-petite amie de l'accompagner en Syrie : « La première fois, c'était à la fin 2014 », mais ce n'est que début 2015 qu'elle comprend son implication dans les réseaux djihadistes. Il trompe la police sur ses relations avec Abaaoud : « Ils voulaient des explications. Sur Hamid [Abaaoud], sur ses activités sur internet… Il leur a dit qu'il n'était pas d'accord avec ce qu'avait fait Hamid [en Syrie et à Verviers], mais qu'il avait gardé le souvenir des bons moments passés ensemble. »
Elle voit Salah pour la dernière fois le 10 novembre 2015, à Laeken : « Je voyais bien que ça ne tournait pas rond. Il n'avait pas très faim, il semblait malheureux mais me disait de ne pas m'en faire, que tout allait bien. Nous avons parlé de notre avenir et du mariage. Je lui ai dit que ça m'inquiétait quand il disparaissait parfois sans crier gare, et qu'il ne faisait rien pour retrouver un boulot fixe. » Il la rappelle le lendemain pour la prévenir qu'il n'avait plus son téléphone portable. Le 15 novembre, elle se présente spontanément à la police de Molenbeek-Saint-Jean, puis est interrogée par la police fédérale. Elle conclut, à propos de leur relation : « Je préfère qu'il s'abstienne [de me recontacter]. Je ne saurais pas quoi lui dire. Pour moi, il n'y a plus rien entre nous. Je romps officiellement nos fiançailles […] Tu as fait honte à nos familles. Je n'ai plus rien à te dire, à part ceci : sache que je vais commencer une nouvelle vie, et que tu n'y as pas ta place. »

## Attentats de novembre 2015 en France

### Radicalisation et préparation
En janvier 2015, Brahim Abdeslam tente de se rendre en Syrie mais est intercepté par les autorités turques. Renvoyé en Belgique, il y est interrogé, de même que Salah. Ils sont relâchés bien qu'identifiés comme radicalisés. Son nom figure dans une liste de suspects d'activités terroristes remise au bourgmestre de Molenbeek-Saint-Jean le 26 octobre par les services secrets belges.
Entre novembre 2014 et janvier 2015, Salah Abdeslam, son frère Brahim et leur ami Ahmed Dahmani (ce dernier est soupçonné d'avoir mis en contact des passeurs turcs et les jihadistes envoyés par Daesh) créent des comptes Facebook sous les identifiants respectifs de « Pouchos pouchos »,« Raphaël Schott » et « Rachid Bourriche » à partir d'une même adresse IP localisée dans le café Time Out de Molenbeek-Saint-Jean, à proximité du domicile des Abdeslam. Si le contenu des messages est inconnu de la Justice, les dates des conversations sont des indices laissant supposer l'échange d'informations servant à la préparation des attentats. Ainsi, les frères Abdeslam communiquent entre le 14 janvier et le 18 janvier 2015 alors que Brahim quitte la Belgique le 27 janvier, pour être formé à l'utilisation des armes et des explosifs en Syrie. Ces comptes seront désactivés après les attentats de novembre 2015.
Selon une étude du Centre d’analyse du terrorisme dirigé par Jean-Charles Brisard et publiée en novembre 2016 par la revue américaine spécialisée Sentinel, Salah Abdeslam a un rôle logistique important, convoyant la plupart des membres des cellules terroristes des attentats de 2015 et 2016 en France et en Belgique avec des véhicules de location. Entre le 30 août et le 2 octobre, il effectue quatre allers-retours entre la Belgique et la Hongrie et un vers l'Allemagne pour ramener dix terroristes à Bruxelles. Dans les neuf mois précédant les attentats, Salah Abdeslam est identifié dans six pays différents. Le 30 août, Salah Abdeslam récupère Bilal Hafdi, un des kamikazes des attentats au Stade de France et Chakib Akrouh, un des terroristes des terrasses, dans une BMW de location à Kiskőrös. Le 9 septembre, il récupère en Mercedes Mohamed Belkaïd et Najim Laachraoui à la gare de Budapest-Keleti où ils l'attendaient depuis une semaine. Contrôlés sur une autoroute autrichienne à Aistersheim, ils voyagent sous les fausses identités de Soufiane Kayal et Samir Bouzid. Le premier sera tué lors de l'opération policière du 15 mars 2016 à Forest et le second se fait exploser à l'aéroport de Bruxelles le 22 mars 2016,. Le 17 septembre, il récupère dans une Audi A6 les trois membres du commando du Bataclan Ismaël Omar Mostefaï, Samy Amimour et Foued Mohamed-Aggad. Le 2 octobre, il récupère à Ulm (Allemagne) dans une BMW, Ahmed Alkhald, Osama Krayem et Sofiane Ayari, le premier rejoignant probablement la Turquie quelques jours après le 13 novembre et les deux derniers étant interpellés en Belgique après les attentats du 22 mars 2016.
En août 2015, Salah Abdeslam se trouve avec Ahmed Dahmani, tous deux se rendent de l'Italie vers la Grèce en ferry. Dahmani est interpellé le 21 novembre en Turquie à Antalya, comme complice du réseau terroriste de l’État islamique. Un artificier de Saint-Ouen-l'Aumône (Val-d'Oise, Île-de-France) indique, après les attentats, qu'Abdeslam a fait un passage dans son entreprise en octobre 2015. Il a laissé la copie de son permis de conduire pour justifier l'achat d'une dizaine de détonateurs électriques.
D'après le magazine Le Point, il réserve sur internet deux chambres à l'hôtel Apart'City d'Alfortville (Val-de-Marne) deux jours avant les attaques. Selon une autre source, la réservation aurait couru du 11 au 17 novembre. Grâce à des relevés bancaires corroborés par des archives de vidéosurveillance, les enquêteurs ont pu déterminer que Salah Abdeslam se trouvait en compagnie de Mohamed Abrini, un djihadiste belge passé par la Syrie, deux jours avant les attaques, dans une station service de l'Oise (Hauts-de-France), sur l'autoroute A1, en direction de Paris. Ils sont à bord de la Renault Clio noire conduite par Abdeslam lors des attentats,. On retrouve la trace de cette Clio, trois heures avant les attentats à 18 h le 13 novembre à l'aéroport de Roissy. Elle est détectée grâce à un système de reconnaissance de plaques.
Dès le 16 novembre, Salah et Brahim Abdeslam sont identifiés comme ayant été dans une Seat et une Volkswagen toutes les deux louées par Salah. Selon le témoignage d'un voisin et ami des frères Abdeslam qui les a vus la veille des attentats du 13 novembre 2015 à Paris, une grosse dispute aurait éclaté dans la fratrie et l’un d’eux aurait affirmé ne pas bouger s’il n’avait pas « empoché l'argent ».

### Actions
Le rôle exact de Salah Abdeslam dans les attaques du 13 novembre reste encore entouré de nombreuses zones d'ombres. Des signalements incohérents font état de sa présence à la même heure en des lieux différents. Ceci s'explique, selon les enquêteurs, par le fait qu'Abdeslam possède un physique passe-partout.
Les enquêteurs affirment que Salah Abdeslam a convoyé jusqu'aux abords du Stade de France les trois terroristes qui s'y sont fait exploser, à bord d'une Renault Clio noire. Un témoignage qui reste « sujet à caution » indique qu'il a tenté d'entrer dans le stade. Grâce au bornage de son téléphone, il a été possible de déterminer qu'il est ensuite passé par la porte de Clignancourt. Il a abandonné sa voiture place Albert-Kahn dans le 18e arrondissement de Paris à 21 h 59. Il a acheté une puce téléphonique dans ce secteur à 22 h 30. Il aurait ensuite renoncé à se faire sauter dans le 18e arrondissement,.
Plusieurs témoignages font pourtant état de la présence de Salah Abdeslam au sein du commando des terrasses des cafés des 10e et 11e arrondissements, aux côtés de son frère Brahim, qui trouve la mort en faisant exploser sa ceinture explosive, et de son ami Abdelhamid Abaaoud. Il est en effet formellement reconnu sur des planches photographiques présentées par les enquêteurs aux rescapés comme étant un des membres du commando des terrasses. Ceci est corroboré par les propos des personnes l'ayant convoyé en Belgique à qui il aurait déclaré : « J'ai tué des gens avec ma kalachnikov dans ma voiture. Je suis le seul survivant. Mon frère Brahim s'est fait exploser. J'ai mis sa carte d'identité dans la boîte à gants pour faire comme [Amedy] Coulibaly pour qu'il soit connu du monde entier. » L'un des fusils Kalachnikov retrouvé dans la Seat abandonnée porte son ADN, mais cela pourrait s'expliquer par le fait qu'il l'ait manipulé avant l'attaque,,. Un enquêteur, écartant l'hypothèse d'une participation de Salah Abdeslam au commando des terrasses, indique que « Salah Abdeslam n'a pas le don d'ubiquité ! Il faudrait qu'il soit allé très tôt à Saint-Denis et très tard aux terrasses. Mais cela semble compliqué car sa Clio n'a pas été vue dans l'est de Paris. »
Dans la 13e édition de son magazine Dabiq de propagande en anglais, l’État islamique omet Salah Abdeslam, ce qui laisse supposer une rupture avec un militant qui aurait renoncé à l'utilisation de son gilet explosif.

### Fuite

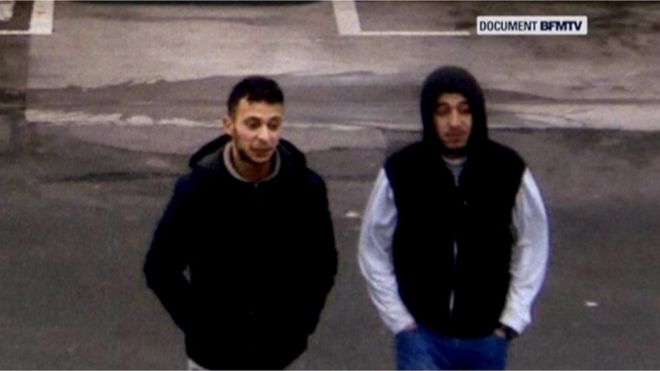
Salah Abdeslam et Hamza Attou se rendant dans une station-essence, en novembre 2015.

L'enquête de police montre que sa fuite est improvisée. Ce n'est que sept heures après les attaques que ses amis venus de Belgique le rejoignent.
Il est d'abord localisé dans le 18e arrondissement boulevard Barbès. Après les attentats, Salah Abdeslam se dirige vers Montrouge (Hauts-de-Seine, Île-de-France). Il sollicite d'abord vainement son cousin parisien qui refuse en prétextant l'insécurité de la soirée en raison des attentats, puis il fait appel à Mohamed Amri et Hamza Attou qui viennent le chercher de Molenbeek-Saint-Jean. Mohamed Amri et Hamza Attou sont respectivement barman et revendeur de cannabis au café des Abdeslam. Il les guide vers l'allée Vauban à Châtillon (Hauts-de-Seine, Île-de-France). C'est à proximité, rue Chopin à Montrouge, que sera découverte une ceinture artisanale d'explosifs non équipée d'un système de mise à feu, vraisemblablement portée par Salah Abdeslam. Il se vante auprès d'Amri et Attou d'être le « dixième » responsable des attentats. Il insiste pour emprunter des routes secondaires, mais le conducteur finit par se retrouver sur l'autoroute. La voiture est arrêtée à trois reprises en France, mais il n'est pas encore recherché et il peut donc rejoindre la Belgique sans encombre.
Attou appelle dans la nuit de vendredi à samedi un certain Ali Oulkadi qui est un ami de Brahim Abdeslam. Arrivé avec son véhicule personnel, Oulkadi dit ne pas avoir su qui il devait convoyer avant qu'Abdeslam n'entre dans le véhicule. Oulkadi retrouve Abdeslam et la personne l'ayant appelé à Laeken le 14 novembre. Oulkadi et Abdeslam se rendent dans un café où il lui explique son implication dans les attentats de Paris, puis lui demande de le déposer à Schaerbeek,.
Ali Oulkadi, Hamza Attou et Mohammed Amri sont par la suite arrêtés par les autorités belges,.
Les autorités belges et françaises diffusent la photo de Salah Abdeslam en avis de recherche le 15 novembre, ce qui le fait nommer « l'ennemi public numéro 1 »,. Le 16 décembre à 10 h, la police belge pénètre dans une location où il était supposé se dissimuler. Il est alors rapporté que les autorités n'avaient pas pu y pénétrer plus tôt en raison de la législation belge interdisant la plupart des perquisitions entre 21 h et 5 h,.
Des traces d'explosifs, trois ceintures cousues à la main et les empreintes digitales de Salah Abdeslam sont découvertes dans un appartement rue Henri Bergé à Schaerbeek perquisitionné le 10 décembre qui aurait pu également être utilisé lors de la fuite de Salah Abdeslam.

### Fichages
Le 29 octobre 2015, les données de la sûreté de l'État sont transmises au Schengen Information System, à Interpol et Europol; la National Security Agency apporte son aide aux services européens grâce à son expertise en analyse de métadonnées. Une fiche le concernant a été créée sur le site d'Interpol. Par ailleurs, selon le New York Times, la bourgmestre Françoise Schepmans avait reçu, un mois avant le massacre, une liste de plus de 80 noms et coordonnées d’individus suspectés d’être des militants islamistes. Parmi eux, on retrouve le nom des frères Abdeslam.
Fiché S, Abdeslam aurait passé trois contrôles de police, en plein état d'urgence, sans être connu des services de renseignements français.

### Arrestation
Le 15 mars 2016, lors d'une perquisition d'un appartement sur la commune bruxelloise de Forest qu'ils pensaient inoccupé, les policiers essuient des tirs à l'arme automatique, trois policiers sont blessés, un terroriste est tué et deux personnes prennent la fuite. Les enquêteurs y trouvent des traces ADN de Salah Abdeslam et une empreinte digitale.
Trois jours plus tard, le 18 mars, Salah Abdeslam est blessé à la jambe et arrêté à Molenbeek-Saint-Jean,,. Il est pris dans son quartier au 79, rue des Quatre vents, après une cavale de 125 jours.

## Détention provisoire et instruction
En exécution du mandat d’arrêt européen délivré à son encontre le 19 mars 2016 par la France, il est extrait de la prison de Beveren et remis le 27 avril 2016 par la Belgique à la justice française qui procède à sa mise en détention provisoire. Le même jour, il est incarcéré à la maison d'arrêt de Fleury-Mérogis.
Depuis son arrestation, Salah Abdeslam reste muet et n'a fourni aucune explication sur les motifs des attaques commises à Paris ou à Bruxelles. À la suite de la visite en prison du député LR Thierry Solère, qui a pu visionner des images du détenu et en a fait un compte-rendu public, son avocat Frank Berton demande l'arrêt de cette surveillance vidéo permanente. Le 15 juillet, sa demande est rejetée par le tribunal administratif de Versailles qui remarque que l'intéressé n'avait pas contesté le principe de ce dispositif lors de son installation et que le « souci de respect de l'intimité [a été pris en compte] par la pose d'un pare-vue fixé dans la cellule permettant la restitution d'images opacifiées ».
Par ordonnance du 28 juillet 2016, le Conseil d’État rejette la demande de suspension de la vidéosurveillance dont il fait l’objet.
Le 12 octobre 2016, face au mutisme de leur client, les avocats Frank Berton et Sven Mary décident de se retirer de la défense de Salah Abdeslam qui ne souhaite plus être représenté. Mais en janvier 2017, Libération publie une partie des échanges épistolaires entre Salah Abdeslam et une femme qui permettent de rendre compte de la personnalité du terroriste ; il apparaît comme très engagé dans la religion, se dit pieux et affirme « je n'ai pas honte de ce que je suis ». La justice belge transmet à la justice française des lettres d'Abdeslam à sa famille et à son ancienne fiancée dans lesquelles il justifie ses engagements.
Salah Abdeslam (incarcéré le temps du procès au centre pénitentiaire de Vendin-le-Vieil) et le Tunisien Sofien Ayari (arrêté en même temps qu’Abdeslam et incarcéré à Liège) sont jugés à partir du 5 février 2018 devant la 90e chambre du tribunal correctionnel de Bruxelles pour la fusillade avec plusieurs policiers survenue lors de l'opération du 15 mars 2016 rue du Dries à Forest, planque probable de Salah Abdeslam pendant sa cavale. Il fait une courte déclaration avant d'expliquer vouloir garder le silence : « Jugez-moi, je n’ai pas peur de vous et de vos associés. Je ne mets ma confiance qu’en Allah. (…) Il y a des preuves tangibles dans cette affaire, je veux qu’on me juge pour ça. Pas pour satisfaire l’opinion publique et les médias. (…) Les musulmans sont jugés et traités de la pire des manières, impitoyablement, sans présomption d’innocence ». Salah Abdeslam ne reviendra pas le second jour du procès, et retourne le 8 février dans la prison de Fleury-Mérogis au sud de Paris. L'avocat Sven Mary assure sa défense,,,.
Le 9 mars 2018, confronté à Ali Oulkadi dans le bureau de l'un des six magistrats chargés du dossier et alors qu'il gardait le silence depuis deux ans, Salah Abdeslam s'exprime enfin, mais uniquement pour disculper Ali Oulkadi, l'un de ses complices potentiels, que le terroriste avait rencontré à Bruxelles au lendemain des attentats.
Le 23 avril 2018, toujours absent, il n'assiste pas à la lecture de son jugement. Il est reconnu coupable par le tribunal correctionnel de Bruxelles de « tentative d'assassinat à caractère terroriste » et est condamné à 20 ans de prison, au même titre que son complice Sofiane Ayari.
En février 2021, le ministère de la Justice informe que le coût de la détention du terroriste par les services pénitentiaires s’élève à 433 000 euros/an, soit environ 36 000 euros/mois, une somme correspondant pour l'essentiel aux salaires de huit agents dédiés à sa surveillance continue.

## Procès
Le jugement pour ses actes durant les attentats de Paris se tient dans le cadre d'un procès plus général sur les suspects du 13 novembre. Le 16 mars 2020, il est renvoyé devant les assises pour un procès qui devait se tenir en janvier 2021, et qui débute finalement le 8 septembre de la même année, dans une salle temporaire du Palais de justice de Paris construite spécialement pour accueillir les 1 700 parties civiles. Alors qu'il s'était tu durant ses années de détention, Salah Abdeslam multiplie les prises de parole, parfois intempestives, dans les premiers jours de son procès au palais de justice de Paris, prenant la posture du grand soldat de l'État islamique, que de fait, il n'est pas. Ces prises de parole sont qualifiées de provocatrices par la plupart des médias qui se demandent comment les relayer sans créer la caisse de résonance qu'il recherche manifestement. 
Il s'exprime lors de son dernier interrogatoire étalé sur trois jours les 13, 14 et 15 avril 2022. En substance, il explique qu'il a été entraîné dans ces attentats par son frère et par Abdelhamid Abaaoud à peine 48 heures avant le passage à l'acte alors qu'il avait prévu de partir en Syrie rejoindre l'État islamique, qu'il devait déclencher sa ceinture explosive dans « un bar du 18e arrondissement », mais qu'il y a renoncé une fois entré à l'intérieur, « par humanité », affirme-t-il. Il présente également les attentats comme une vengeance vis-à-vis des frappes de la coalition en Syrie et en Irak, bien que celles-ci débutent à l'été 2014, soit peu après le premier attentat de Daech en Europe, et plus d'un an après les premiers projets établis du groupe visant à frapper l'Europe. Interrogé sur les exactions du groupe djihadiste, il défend l'esclavage que celui-ci pratique contre les minorités yézidies et critique par ailleurs les rebelles syriens opposés à Bachar el-Assad, car ceux-ci seraient favorables à la démocratie.
Le 29 juin 2022, Salah Abdeslam est condamné à la réclusion criminelle à perpétuité réelle.
En juillet 2022, après la fin du procès à Paris pour les attentats du 13 novembre, il fait l’objet d’une « remise temporaire » à la Belgique, le temps de mener le procès des attentats du 22 mars 2016 à Bruxelles (35 morts), perpétrés par la même cellule djihadiste. Dans ce procès d’assises belge, achevé en septembre 2023, il est définitivement condamné pour « assassinats dans un contexte terroriste ». Mais la cour d’assises a renvoyé à une précédente condamnation belge prononcée en 2018 (20 ans pour une fusillade avec des policiers en mars 2016) et n’a pas voulu prononcer de peine supplémentaire.
En octobre 2023, alors qu’il devait revenir en détention en France après son procès à Bruxelles, la justice belge suspend son retour par crainte de « traitements dégradants ». La cour d'appel de Bruxelles interdit ainsi le 3 octobre à l’État belge de procéder au transfert de Salah Abdeslam en France en invoquant un « risque de conduire à une violation des articles 3 et 8 de la Convention européenne des droits de l’Homme ». Ces articles sont relatifs à l’interdiction de faire subir « des peines ou traitements inhumains ou dégradants » (art. 3) et au droit de chacun au « respect de (sa) vie privée et familiale » (art. 8). Les avocats de Salah Abdeslam, en plaidant ce refus de retourner en détention en France, avaient fait valoir que celui-ci a toutes ses « attaches familiales » en Belgique.
Il est finalement transféré en France le 7 février 2024, pour continuer de purger sa peine initiale, dans la prison de Réau, en Seine-et-Marne.

## Problèmes de santé
Le 19 juin 2018, il est hospitalisé à cause d'une crise d'appendicite. Les dispositifs garantissant une sécurité « maximale » ont été déployés (au moins six fourgons de CRS) pour éviter toute tentative d'évasion. Sa convalescence se passe ensuite à l'Hôpital de la Salpêtrière dans une unité sécurisée.